# Ryke Geerd Hamer
Ryke Geerd Hamer (17 mei 1935, Mettmann - 2 juli 2017 Sandefjord, Noorwegen) was een Duitse arts. Vanaf 1981 propageerde hij de door hem uitgevonden alternatieve behandelmethode Germanische Neue Medizin (Germaanse Nieuwe Geneeskunde, GNM) bij de behandeling van kanker. De methode wordt als medisch ondoeltreffend beschouwd, en ging gepaard met aanzienlijke risico's en gevaren.

## Biografie
In 1963 promoveerde Hamer tot doctor in de geneeskunde. Hij oefende zijn beroep gedurende verscheidene jaren uit in de universitaire kliniek te Tübingen en later te Heidelberg. Op 18 augustus 1978 werd zijn zoon Dirk per ongeluk neergeschoten door prins Victor-Emmanuel van Savoye terwijl hij sliep op een jacht bij het eiland Cavallo en overleed aan zijn verwondingen op 7 december van datzelfde jaar.
Kort na de plotselinge dood van zijn zoon, werd bij Ryke Geerd Hamer zaadbalkanker geconstateerd. Vervolgens onderzocht hij of alle kankerpatiënten, zoals hijzelf, eerder een psychologische schok hadden gehad.
In oktober 1981 diende hij aan de universiteit van Tübingen een proefschrift in, getiteld "Het syndroom van Hamer en de ijzeren wet van kanker", waarin hij beweerde "een nieuw systeem voor [...] het ontstaan, de plaats en het verloop van kanker" te hebben gevonden. Dit werd verworpen wegens wetenschappelijke tekortkomingen in de vorm en de methodologie van het werk.
Zijn vergunning om de geneeskunde uit te oefenen werd op 8 april 1986 ingetrokken na een proces in Duitsland, waarbij in het besluit werd benadrukt dat de oorzaak lag in de "bijzondere persoonlijkheid" van Hamer, waardoor hij niet langer in staat was de ethiek van zijn beroep te respecteren of zichzelf in vraag te stellen. De uitspraak liet zich expliciet niet uit over de inhoud van zijn beweringen.
Hamer bleef zijn beroep uitoefenen, hetgeen leidde tot zijn gevangenschap in Duitsland gedurende 12 maanden van 1997 tot 1998, en vervolgens in Frankrijk te Fleury-Mérogis van september 2004 tot februari 2006.
Nadat hij in 2006 voorwaardelijk was vrijgelaten, ging hij in maart 2007 in ballingschap in Spanje, waar Spaanse artsen hem verantwoordelijk hielden voor de dood van tientallen mensen en vervolgens in Noorwegen, nadat hij had vernomen dat hij door de Duitse politie werd gezocht. Hij stierf daar op 82-jarige leeftijd.

## Geval Olivia Pilhar
In 1995 veroorzaakte het geval van Olivia Pilhar, toen zes jaar oud, grote opschudding. Haar ouders weigerden een behandeling tegen kanker ten gunste van de methoden van Hamer en vluchtten, nadat hun het voogdijschap was ontnomen, met het kind naar Spanje, de toenmalige verblijfplaats van Hamer.
Na onderhandelingen, onder meer tussenkomst van de Oostenrijkse president Thomas Klestil, werden de ouders overgehaald naar Oostenrijk terug te keren. Tegen die tijd was de gezondheid van Pilhar verslechterd. De tumor was zeer groot geworden, woog zes kilo, vulde het grootste deel van haar buikholte en drukte tegen haar longen. Door het gebrek aan behandeling was de schatting van de overlevingskans sterk gedaald. Na een door de rechtbank bevolen conventionele kankerbehandeling met chirurgie, chemotherapie en bestralingstherapie, herstelde Pilhar volledig en was in 2010 nog in leven. Haar ouders kregen in Oostenrijk een voorwaardelijke gevangenisstraf van acht maanden.

## Politieke standpunten
Hamer nam in verband met zijn leer ook antisemitische standpunten in, die hij verwoordde in de context van samenzweringstheorieën. Hamer beweerde dat chemotherapie en morfine werden gebruikt door een joodse samenzwering met als doel de genocide op de niet-joodse bevolking. Daarnaast zag hij de afwijzing van zijn proefschriften en de intrekking van zijn medische vergunning als het resultaat van een joodse samenzwering.